# 都爾的瑪爾定
都爾的聖瑪爾定（聖公會譯聖馬丁，圖爾主教）（拉丁文：Sanctus Martinus Turonensis，316年—397年11月11日），4世紀基督教著名圣人。
关于他的一个传说是割袍赠予化身为乞丐的耶稣。瑪爾定生于匈牙利，因父親的影響而加入軍伍並在法国服役。他在當地接觸了基督宗教並受洗，爾後退伍成為了隱修士，最後被選為都爾的主教。他是西欧修道主义最出名的代表人物之一。宗教改革者马丁·路德也因他命名。
聖瑪爾定的慶日是在11月11日。

## 早年生活
瑪爾定生於潘诺尼亚（今日的匈牙利）的撒法利亞（Savaria，今日的松博特海伊）。他並非生自一個基督教家庭，其父為羅馬輔助騎兵團的高階士官。由於其父親隨軍駐紮在義大利北部的提契努姆（今日的帕維亞），因此他也在那度過童年。十五歲那年因為其父的軍官身分，因此他也被要求並入伍。且在338年隨軍前往高盧（今日法國）。

## 割袍贈乞與成為隱修士
瑪爾定最常被人傳頌的事蹟是「割袍贈丐」。

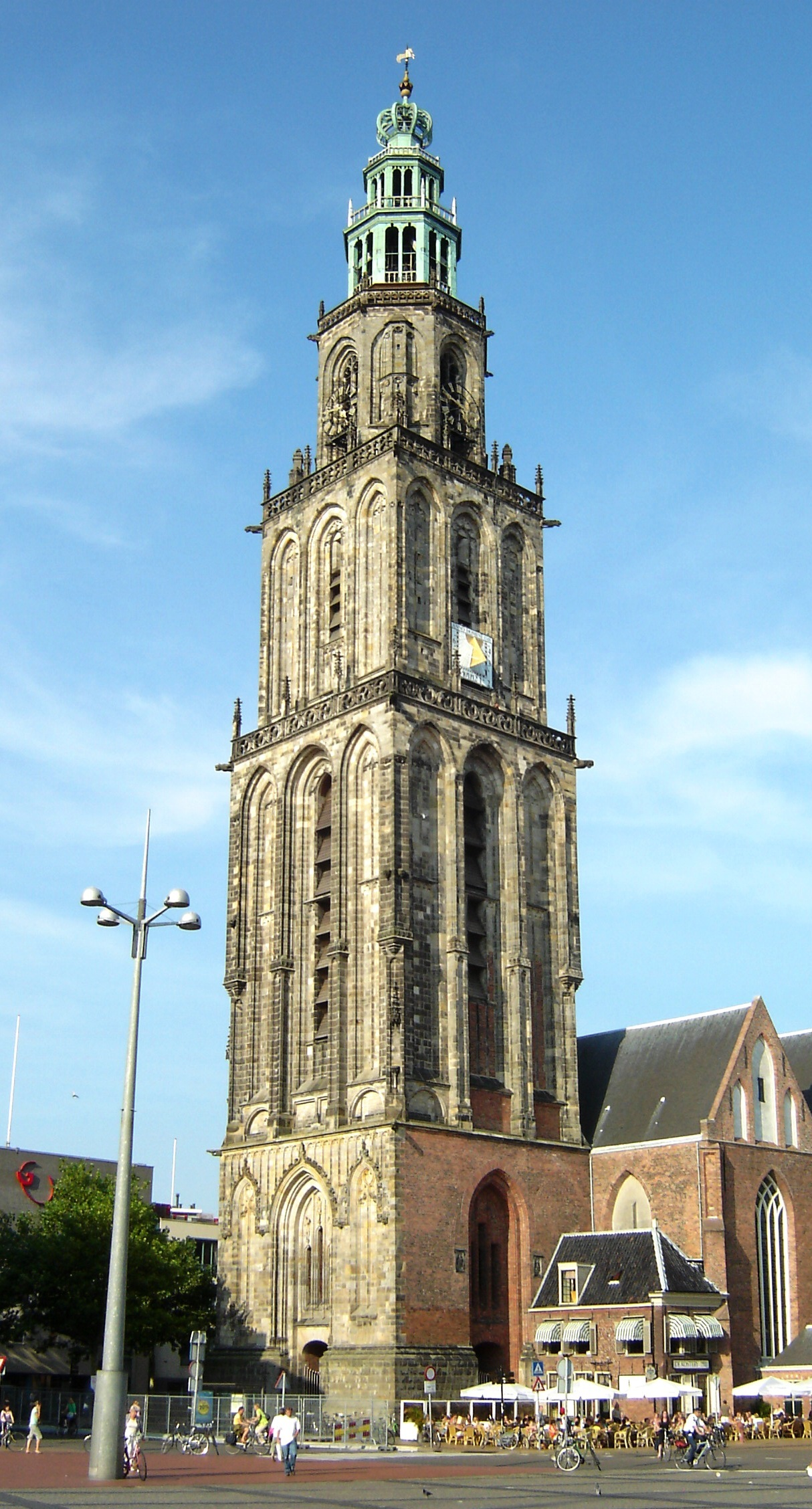
高97米的瑪爾定塔，位於荷蘭格罗宁根

相傳當他隨軍駐紮於高盧時遇上一名乞丐，他看到乞丐衣衫破爛在酷寒中發抖的樣子而心生憐憫，就將自身的袍子割下一半贈送給了該乞丐。當晚他夢見耶穌託夢，而耶穌身上穿著的正是他當日送給乞丐的半件袍子。
他因這個夢受到啟發，因此立下志向想成為一名隱修士，他受洗後向上司請求退伍，並受業於波亞疊的主教依拉略門下。後來依拉略因為反對當時羅馬當局支持的亞流派，所以遭到流放。於是他就回到了童時居住的義大利，並度過幾年的獨居隱修生活。361年時因為恩師依拉略回歸，他又回到了高盧，並且建立了當地第一個隱修院。

## 擔任都爾主教與瑪爾定鵝

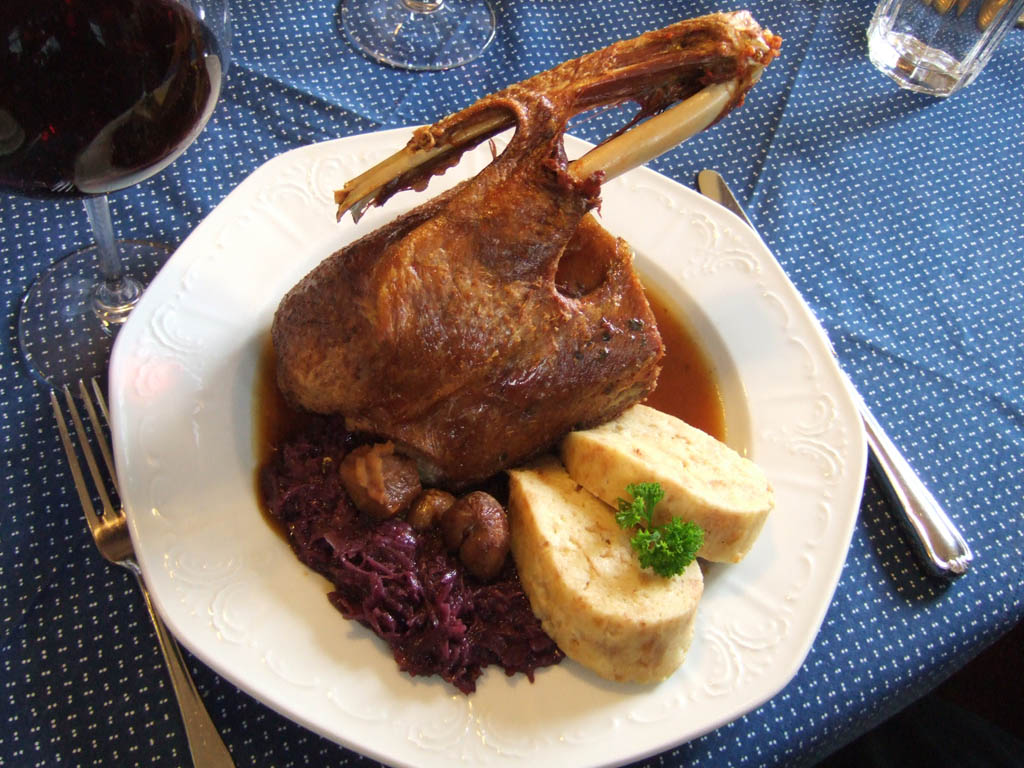
聖瑪爾定節的應景食物瑪爾定鵝

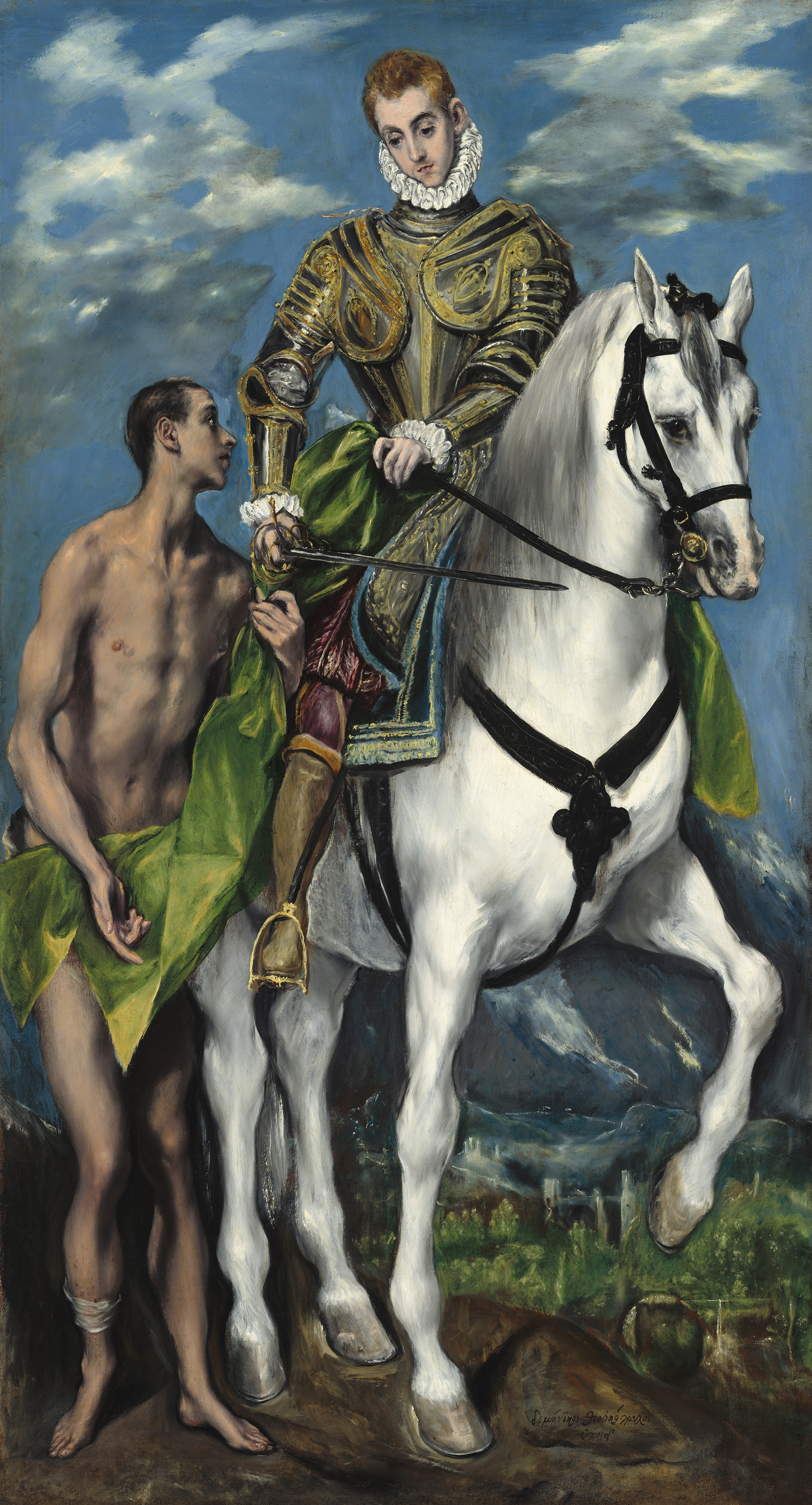
《聖瑪爾定與乞丐》，由埃尔·格雷考所繪，約於1597年至1599年（華盛頓國家藝術館與臺南奇美博物館各藏有一幅）

371年，都爾主教利多留斯（Lidorius）過世，瑪爾定因為身為隱修院領導者而聲名遠播，因此被都爾城的市民請求擔任他們的主教。相傳他原先不願意擔任此職，於是在附近的鵝舍躲了起來；但是他身旁幾隻不識趣的鵝卻在他躲避市民時叫了起來，害他被市民們找到行蹤不得已成為都爾主教。於是直到今日的聖瑪爾定節，鵝都端上桌成為節慶的代表性應景食物——瑪爾定鵝（Martinsgans）。
在他擔任主教後依然居住在都爾附近的隱修院，未改原先的苦修生活。並且積極的進行傳教工作，曾經三度被羅馬皇帝召入宮中講道。

## 擴展閱讀
- Sulpicius Severus On the Life of St. Martin. Translation and Notes by Alexander Roberts. In A Select Library of Nicene and Post-Nicene Fathers of the Christian Church, New York, 1894, available online
- Brennan, Brian (1997). "The Revival of the Cult of Martin of Tours in the Third Republic", Church History
- Clare Stancliffe, St Martin and his hagiographer: History and miracle in Sulpicius Severus (Oxford, Clarendon Press, 1983), pp. xvi+400 (Oxford Historical Monographs).
- Mark Kurlansky (2006). Nonviolence: twenty-five lessons from the history of a dangerous idea. Modern Library chronicles book, Random House, Inc., New York. ISBN 0-679-64335-4.

## 外部連結
- "St. Martin, Bishop of Tours, Confessor" （页面存档备份，存于）, Butler's Lives of the Saints
- The Life and Miracles of Saint Martin of Tours, Bishop and Confessor of the Catholic Church
- The Community of St Martin
- The Life of St Martin as depicted in the stained glass of Chartres Cathedral (c.1220) （页面存档备份，存于）
- St Martin's churches of the world  （页面存档备份，存于）